# José Antonio Kast
José Antonio Kast Rist, né le 18 janvier 1966 à Santiago, est un homme politique chilien d'extrême droite.
De 2002 à 2018, il est membre de la Chambre des députés, représentant de la province de Santiago.
D'abord membre et dirigeant de l'Union démocrate indépendante (UDI), il fonde en 2019 le Parti républicain, classé à l'extrême droite. Il est un populiste de droite, libéral-conservateur.
Il se présente à l'élection présidentielle de 2017, où il finit quatrième au premier tour (7,9 % des voix). À nouveau candidat quatre ans plus tard, il arrive en tête du premier tour avant de s'incliner au second face à Gabriel Boric, avec 44,13 % des suffrages exprimés.

## Situation personnelle

### Famille
José Antonio Kast est issu d'une famille allemande ayant immigré au Chili après la Seconde Guerre mondiale. Son père a servi comme simple soldat puis lieutenant de la Wehrmacht pendant ce conflit mais fut aussi adhérent au parti nazi, le NSDAP. Il est fait prisonnier en Italie à la suite de l'armistice mais parvient à s'échapper avant de rentrer en Allemagne puis d'émigrer vers l'Amérique du Sud. Il est le plus jeune d'une famille de neuf enfants ; son frère, Miguel Kast, a été ministre et directeur de la Banque centrale du Chili sous le régime militaire,.
Il est père de neuf enfants. Son neveu, Felipe Kast, a été ministre sous la présidence de Sebastián Piñera.

### Études et carrière
Après avoir étudié le droit à l'université pontificale catholique du Chili, il fonde en 1991 un cabinet d'avocats, dont il se retire en 2002. Il est également directeur dans les années 1990 d'une société immobilière appartenant à sa famille.
En 2019, Kast est accusé d'avoir transféré des sommes d'argent à plusieurs entreprises au Panama, un paradis fiscal, sans les avoir déclaré. Il reconnaît l'existence de ces entreprises mais nie en être le propriétaire, déclarant qu'elles appartiennent à son frère, Christian. Il défend le droit d'investir à l'étranger.

## Parcours politique

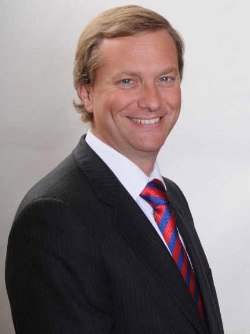
José Antonio Kast en 2010.

### Débuts
José Antonio Kast milite au sein du mouvement grémialista au cours de ses études universitaires et apparaît lors du référendum chilien de 1988 dans le clip de la campagne pour le « oui » (à la continuité de Pinochet en tant que président).

### Député et cadre UDI
Il est élu député en 2002 sous l'étiquette de l'Union démocrate indépendante (UDI) et préside le groupe parlementaire du parti de 2008 à 2011. Il est également secrétaire général de l'UDI de 2012 à 2014.

### Élection présidentielle de 2017
José Antonio Kast quitte l'UDI en 2016 afin de se porter candidat à l'élection présidentielle de 2017. Il défend des positions conservatrices sur les questions de société et néolibérales en matière économique, tout en se réclamant de l’héritage du dictateur Augusto Pinochet. Il arrive en quatrième position du premier tour avec 7,9 % des voix exprimées, réalisant ses meilleurs scores auprès des milieux militaires et des catégories sociales supérieures.

### Élection présidentielle de 2021

Logo de campagne de José Antonio Kast.

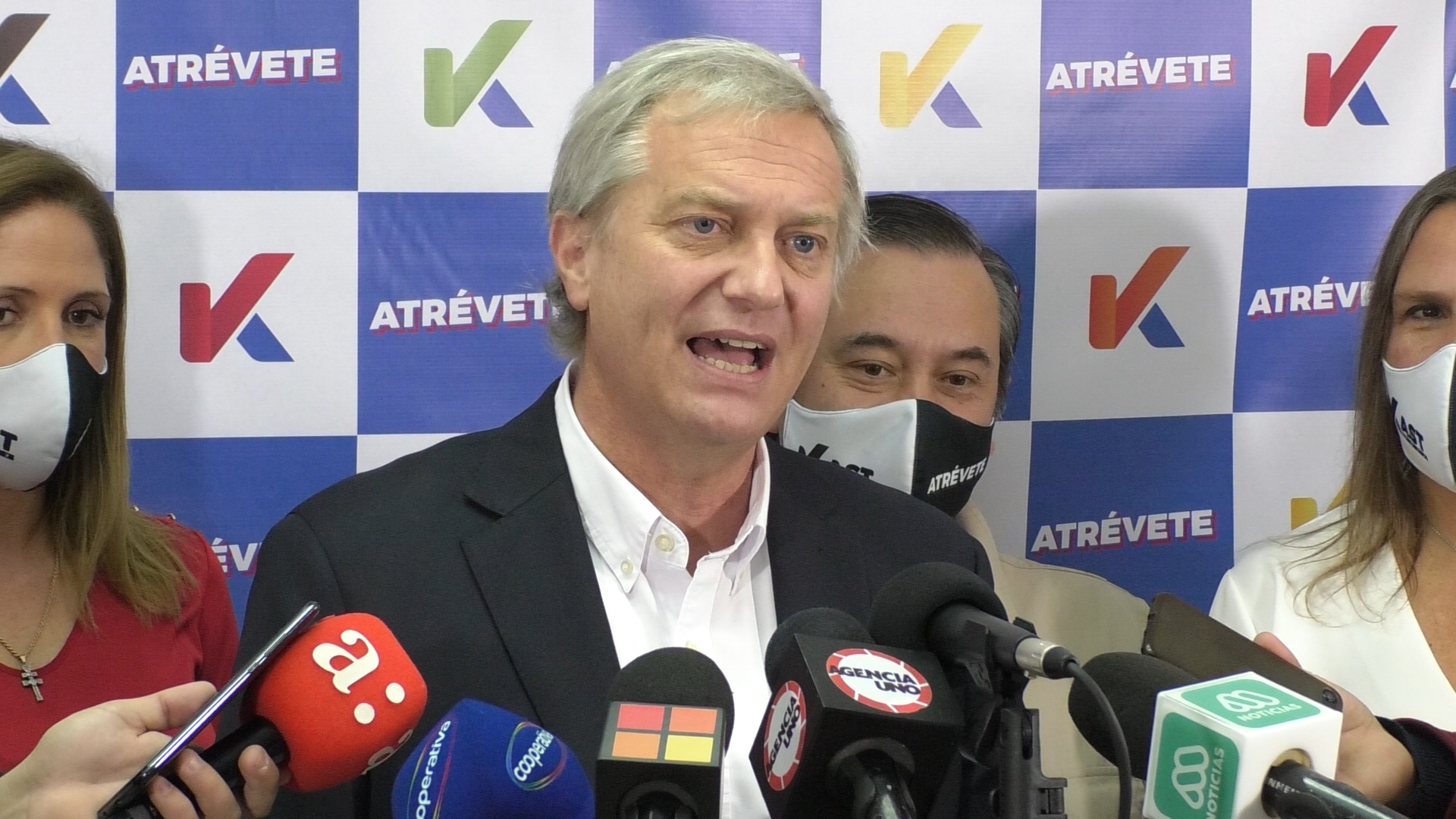
José Antonio Kast durant la campagne présidentielle de 2021.

En 2019, José Antonio Kast crée le Parti républicain, classé à l'extrême droite de l'échiquier politique.
Candidat à l'élection présidentielle de 2021, il réalise une percée dans les sondages à quelques semaines du premier tour, bénéficiant de la mauvaise campagne du candidat de la droite libérale Sebastián Sichel, affaibli par les affaires de corruption touchant sa coalition et l’impopularité du président Sebastián Piñera, et de la radicalisation d'une partie de l'électorat de droite en réaction au mouvement de protestation sociale de 2019-2020 et à l'afflux de migrants venus de Colombie, d’Haïti et du Venezuela,. Cherchant à rassembler au-delà de l'extrême droite, il tient un discours moins radical qu'en 2017, notamment en cessant de se présenter comme l'héritier du général Pinochet,.
Arrivé légèrement en tête au premier tour (27,9 % des suffrages), il s'incline au second avec 44,1 % des voix face au candidat de gauche radicale Gabriel Boric.

### Sous la présidence Boric
Le 4 septembre 2022, José Antonio Kast appelle à voter « non » à la Constitution élaborée par une assemblée constituante très majoritairement de gauche. Le projet est rejeté par 62 % des suffrages exprimés.
Par conséquent, de nouvelles élections constituantes sont organisées. Le 7 mai 2023, à la surprise générale, le Parti républicain de Kast arrive largement en tête du scrutin, avec 35 % des voix et 45 % des sièges. À lui seul, il est donc en mesure de bloquer toute tentative de modification ne lui convenant pas et dispose, avec la coalition de droite Chile Vamos, de plus des deux tiers des représentants à la nouvelle assemblée. Les élections constituent un échec pour le président Boric, dont le coalition de gauche obtient moins d'un tiers des élus,.

## Prises de position
Classé à l'extrême droite, José Antonio Kast fait de la lutte contre la criminalité et l'immigration deux des points forts de son programme. Il propose d'autoriser le port d'armes pour les civils et le droit de tirer sur les cambrioleurs. Il se prononce en faveur de l’amnistie des militaires condamnés pour des tortures ou assassinat commis sous la dictature.
Il s'oppose à l'avortement en toutes circonstances, s'engageant à révoquer la loi du gouvernement de Michelle Bachelet autorisant l'avortement en cas de viol ou de danger pour la vie de la mère. Il saisit la Cour constitutionnelle pour faire annuler la loi. Il est favorable à ce que les écoles publiques aient des professeurs de religion pour ces étudiants qui veulent suivre la matière, estimant que « les Chiliens ont besoin de Dieu et l'État devrait promouvoir la religion dans les écoles »,
En matière de politique étrangère, il souhaite fermer la frontière avec la Bolivie, estimant que cette mesure permettrait de lutter plus efficacement contre le trafic de drogue. Il appelle en 2018 le gouvernement à rompre les relations diplomatiques avec la France en représailles à l'asile accordé à l'ancien guérillero Ricardo Palma Salamanca.
Selon L'Humanité, il défend des convictions climatosceptiques.
Candidat du maintien du système néolibéral instauré sous Pinochet par les Chicago Boys — dont il cite le principal économiste, Milton Friedman, en affirmant qu'« une société qui privilégie l'égalité sur la liberté n'aura aucun des deux » —, il prône le maintien de la retraite par capitalisation intégralement confiée au système privé. Son programme se base sur une plus grande liberté d'action donnée aux marchés financiers et une participation la plus minimale possible de l’État dans le domaine économique. Il propose également de baisser de deux points la TVA et de repousser l'âge légal de départ à la retraite tout en facilitant l'emploi au-delà de l'âge minimum de la retraite comme moyen d'augmenter le montant de celle-ci.